# رعد مجید الحمدانی
رعد مجید الحمدانی (عربی: رعد مجيد الحمداني؛ زادهٔ ۸ نوامبر ۱۹۵۱) نظامی عراقی از افسران مورد علاقه صدام حسین که فرماندهی سپاه دوم گارد جمهوری را برعهده داشت. او در جنگ یوم کیپور، جنگ ایران و عراق و حمله به عراق شرکت داشته‌است و هم‌اکنون در اردن زندگی می‌کند.

## شروع کار
حمدانی در سال ۱۹۷۰ از دانشکده نظامی عراق در بغداد با لیسانس علوم نظامی فارغ‌التحصیل شد. در تیپ ۷۱ به عنوان ستوان یکم خدمت کرد که در طول جنگ یوم کیپور در بلندی‌های جولان به عنوان بخشی از لشکر ۳ زرهی عمل کرد. از سال ۱۹۷۸ تا ۱۹۸۰ در دانشگاه بکر تحصیل کرد و در آن زمان با مدرک کارشناسی ارشد در علوم نظامی از دانشکده ستاد عراق فارغ‌التحصیل شد.

## جنگ ایران و عراق
حمدانی در طول جنگ ایران و عراق به عنوان افسر ستاد در واحدهای مختلف زرهی و شناسایی خدمت کرد و در سال ۱۹۸۲ به گارد جمهوری پیوست و به عنوان افسر ارشد آموزشی بین سال‌های ۱۹۸۷ و ۱۹۸۹ خدمت کرد. هر دو پسر صدام حسین عدی و قصی و زیاد پسر طارق عزیز به عنوان افسر در یگان او خدمت کردند تا صدام و طارق عزیز بتوانند ادعا کنند که پسرانشان در جنگ شرکت داشتند هرچند به حمدانی گفته شد که نگذارد هیچ‌یک از پسران کشته شوند.

## حمله آمریکا به عراق
حمدانی می‌دانست که وقوع جنگ بین ایالات متحده و عراق قریب‌الوقوع است به دنبال اجرای استراتژی دخالت جزئی بود. قصی حسین در ۲۱ اوت ۲۰۰۲ از او در مورد احتمال جنگ پرسید. حمدانی تأیید کرد که این امکان وجود دارد، قصی پرسید که گارد جمهوری چقدر می‌تواند در برابر حمله آمریکا مقاومت کند. حمدانی پاسخ داد که اگر استراتژی دخالت جزئی او اعمال شود، ۶ تا ۸ ماه. در ۳۰ ژوئن ۲۰۰۲، حمدانی طی جلسه ای به صدام حسین گفت که جنگ با ایالات متحده قریب‌الوقوع است. او پیشنهاد کرد که برای کاهش وضعیت رو به زوال ارتش، نیروهای مسلح عراق از استراتژی دخالت جزئی استفاده کنند. اگرچه صدام به او اجازه داد بیش از ۴۵ دقیقه توضیح دهد، اما برخی از مقامات گارد جمهوری و وزارت دفاع موافقت نکردند، بنابراین استراتژی او به‌طور کامل اعمال نشد.
حمدانی به عنوان فرمانده سپاه دوم جمهوری‌خواه مسئولیت استان کربلا را بر عهده گرفت. حمدانی پس از اینکه قصی حسین معتقد بود تهاجم ایالات متحده به جنوب یک جعل بود، از یگان‌های بیشتری محروم شد. حمدانی به این امر اعتراض کرد و استدلال کرد که اگر نیروهای کمکی فوراً به شکاف کربلا برای جلوگیری از رخنه نرسند، نیروهای آمریکایی ظرف ۴۸ ساعت به بغداد خواهند رسید. پیشنهاد او بر سر زبان‌ها افتاد. به حمدانی دستور داده شد ضد حمله انجام دهد که در نتیجه یک حمله شبانه در ۲ تا ۳ آوریل انجام شد که با تلفات سنگینی دفع شد. حمله متقابل ایالات متحده صبح روز بعد به‌طور کامل نیروهای گارد جمهوری را از بین برد.

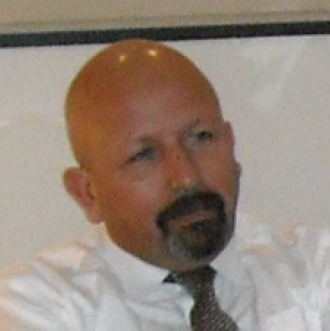
تصویر حمدانی در سال ۲۰۰۹

## بعد از جنگ
ارتش عراق با دستور العمل شماره ۲ اقتدار موقت ائتلاف منحل شد. حمدانی توسط نیروهای ائتلاف از هرگونه جنایت سیاسی مبری دانسته شد. با این حال، به دلیل موقعیت خود به عنوان افسر سابق ارتش سنی مذهب مرتبط با دولت سابق بعثی، ممکن بود هدف شبه نظامیان شیعه قرار بگیرد. در نتیجه، حمدانی همانند حدود ۲ میلیون عراقی دیگر از کشور گریخت. به امان رفت و در آنجا در دانشگاه نظامی مشغول به کار شد. او در سال ۲۰۰۸ گفته بود که در صورت بازگشت به عراق احتمالاً کشته خواهد شد.
پس از جنگ، حمدانی همچنین انجمن افسران سابق نیروهای مسلح عراق را تأسیس کرد که در حال حاضر رئیس آن است و برای کمک به بازگرداندن افسران سابق ارتش عراق به نیروهای مسلح جدید تلاش کرده‌است.
از سال ۲۰۰۹، حمدانی با حزب بعث عراق در تماس بوده، نمایندگانی به او رضایت خود را از کار او برای ادغام مجدد اعضای سابق رژیم بعث به عراق جدید اعلام کرده بودند. حمدانی همچنین مدعی شد که با محمد یونس الاحمد الموالی، رقیب الدوری برای رهبری حزب، تماس مستقیم دارد. حمدانی با این حال ادعا کرده‌است که او فقط نماینده مقامات نظامی سابق است، اما احساس می‌کند که دولت باید امتیازات بیشتری برای ادغام مجدد بعثی‌های سابق بدهد. محمد سلمان السعدی، مشاور نوری مالکی در امور مصالحه، مدعی شد که مذاکرات با حمدانی به دلیل مخالفت با خواسته‌های او متوقف شده‌است.

## زندگی شخصی
حمدانی سکولاریست است و به خاطر حس شوخ‌طبعی و نگرش جهان وطنی اش مشهور است. او می‌تواند انگلیسی بخواند، اما نمی‌تواند آن را روان صحبت کند. از سال ۲۰۰۹ او در امان، اردن زندگی می‌کند و در همان سال از او برای پروژه چشم‌انداز عراق مصاحبه شد. او با قصی حسین، که در گردان او در جنگ ایران و عراق خدمت می‌کرد، رابطه نزدیک برقرار کرد. حمدانی معتقد است که این رابطه احتمالاً او را در طول دهه ۱۹۹۰ با توجه باینکه توصیه‌هایی خلاف نظرات صدام می‌کرد، او را نجات داده‌است.او در سال ۱۹۹۲ دکترای علوم نظامی را از دانشکده جنگ عراق گرفت.
حمدانی در یک برنامه تلویزیونی تاریخی که برای RT عربی ساخته شده بود، در قسمت‌هایی از جنگ یوم کیپور، جنگ ایران و عراق و حمله به عراق ظاهر شد.